# Mimetiz (przystanek kolejowy)
Mimetiz (bas.: Mimetizko geltokia) – przystanek kolejowy w Zalla, w prowincji Vizcaya we wspólnocie autonomicznej Kraj Basków, w Hiszpanii. 
Jest obsługiwany przez pociągi wąskotorowe FEVE.

## Linie kolejowe
- Linia Bilbao – Santander[1]